# Gélanor
Gélanor, (en grec ancien Γελάνωρ) est un roi d'Argos. Il régnait vers 1572 avant Jésus-Christ.

## Biographie
Il est le fils de Sthénélus.
Il se vit enlever sa couronne par Danaos. Il fut le dernier des Inachides.